# Vladimir Čonč
Vladimir Čonč, né le 13 janvier 1928 à Zagreb et mort le 15 octobre 2012 dans cette même ville, est un footballeur yougoslave.

## Carrière
Il a joué dans plusieurs clubs de Zagreb, mais a principalement évolué sous les couleurs du Dinamo Zagreb qu'il a porté à 413 reprises toutes compétitions confondues pour un total de 119 buts. Il part ensuite en Allemagne et joue dans des clubs de division inférieure. Il est sélectionné le 28 novembre 1956 en équipe de Yougoslavie lors d'un match amical à Wembley contre l'Angleterre.

## Palmarès
- Champion de Yougoslavie en 1954 et 1958
- Coupe de Yougoslavie en 1960.
- Médaille d'argent aux Jeux olympiques d'Helsinki en 1952